# 让库尔
让库尔（法語：Jeancourt，法語發音：[ʒɑ̃kuʁ]）是法国上法蘭西大區埃纳省的一个市镇，属于圣康坦区。

## 地理
让库尔（49°55'39"N, 3°8'48"E）面积5.82 平方千米，位于法国上法蘭西大區埃纳省，该省份为法国北部内陆省份，北起北部省，西接索姆省和瓦兹省，东临阿登省和马恩省，西南至塞纳-马恩省，东北部与比利时接壤。
与让库尔接壤的市镇（或旧市镇、城区）包括：旺代勒、勒韦尔吉耶、维勒雷、埃尔维利、埃斯贝库尔。

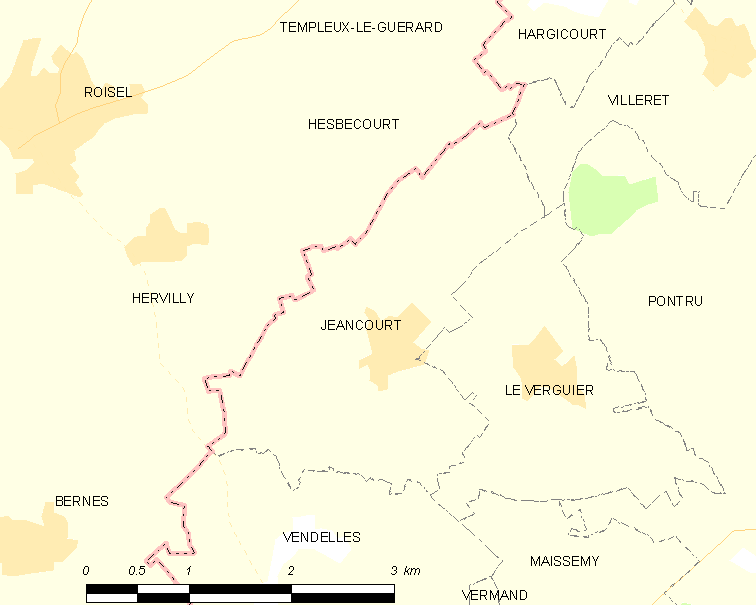
让库尔的OSM定位图

让库尔的时区为UTC+01:00、UTC+02:00（夏令时）。

## 行政
让库尔的邮政编码为02490，INSEE市镇编码为02390。

## 政治
让库尔所属的省级选区为圣康坦第一县。

## 人口

1962-2008年间让库尔人口变化图示

让库尔于2022年1月1日时的人口数量为253人。